# 成田秀平
成田 秀平（なりた しゅうへい、1994年12月11日 - ）は、日本の元ラグビー選手。

## プロフィール
- 秋田県男鹿市出身[1]。
- ポジションはウィング(WTB)、フルバック(FB)。
- 身長 176cm、体重 77kg
- ニックネームはナリ、しゅーへー。
- ジュニア・ジャパンに選ばれたことがある[2]。
- U20日本代表に選ばれたことがある[3]。

## 来歴
2013年、秋田工業高校卒業後、明治大学に入学する。なお秋田工業高校時代、高校日本代表に選ばれたことがある。
2016年、明治大学ラグビー部の副将に就任した。
2017年、明治大学卒業後、サントリーサンゴリアス(現・東京サントリーサンゴリアス)に加入。同年8月18日に行われたジャパンラグビートップリーグ第1節のキヤノンイーグルス戦にて途中出場で公式戦初出場を果たす。
2022年、現役を引退した。